# あやしいわーるど@みらい
あやしいわーるど@みらい（2000年2月22日 - 2005年3月13日・2005年4月1日）とは、あやしいわーるど電子掲示板群の内の一つであり、通称「みらい」と呼ばれた。管理人は( '-')ノ（町の妖精）。

## 概要
あやしいわーるどII難民板として発足したが、成長し独自の文化を築き上げる。アニメホーダイ、餃子の王将ネタなどは、ここにおいて独自の発展を遂げる事となる。現在は閉鎖し、その住人の大半があやしいわーるど@qwertyに移住している。

## 経緯
ここではその経緯を簡単に記す。

### 退避板として発足
2000年2月22日、あやしいわーるどIIの大規模なアクセス制限により退避板が乱立。そのなかでも、住人を多く集めたのが後のあやしいわーるど@みらいである。当初の名前は「あやしいわーるど@暫定」。その後、公募の末、「あやしいわーるど@みらい」という名称が管理人によって選出される。
- 参考：＠検索「あやしいわーるど＠みらい 2000年2月」[リンク切れ]

### あやしいわーるど@みらい
主な住人は、学生、サラリーマンなどであった。その他、漫画家、インターネット業界人、アニメ業界人、ゲーム業界人なども匿名でこっそり参加していた。これは、アニメ、ゲームに関する話題が豊富なためであると思われ、実際一部のアニメの中にも@みらいネタが導入されたこともあった。
アニメ実況中継なども盛んで、いわゆるホーダイにおいては、アニメ時報なるスクリプトも出現した。このときが最も負荷が大きく、その他投稿カウンターのキリのいい番号、キリ番奪取への投稿集中などで、後期になると500エラーを連発した。
その他、女空白と呼ばれる女性参加者も中期以降頻繁に出没。この写真も最初はあやしいわーるど@みらいで発表されたものであった。

### 妖精さん
管理人は町の妖精さんを名乗った。これは定着し、住人からは妖精さんと呼ばれ親しまれた。掲示板スクリプトなどはくずはすくりぷとを改造したものが使われていた。しかし、後期になると住人の増加があり、過負荷でよく500エラーが発生した。ノースキル管理人として自虐するが、そのほぼ放任と思われる管理体制は広く住人の支持を得ていた。
管理スタイルは、あやしいわーるどIIにおけるアクセス制限、禁止ワード導入などを踏襲。荒らしによる実験などに対しても冷静に対処。そのほか、住人だけがこっそり楽しめるネタとして「広報室更新！」、「そばの水やり」、「きなこ」、「( '-')ノ閉鎖します」などがあった。
- 参考：＠検索 妖精さんの由来[リンク切れ]
- 参考：あやしいwalker「はたらく妖精さん（その１）」[リンク切れ]

## あやしいわーるど@qwertyへ
現在、あやしいわーるど@みらいは閉鎖状態である。その役割を終え大半の住人はあやしいわーるど@qwertyに移転した。

### 閉鎖
2005年2月22日、妖精が、突然辞意を表明。住人たちは最初いつもの閉鎖ネタだとおもっていたが本気であると知り驚いた。退避板が乱立。
- 参考：Strange Over View 2005年2月[リンク切れ]

2005年3月13日、住人との折衝を終え「あやしいわーるど@みらい」は、その役割を終える。閉鎖に際しての妖精最後のメッセージは「ただの空白に戻ります」であった。
- 参考：Strange Over View 2005年3月13日[リンク切れ]

### 1日だけの復活
2005年4月1日、1日だけの限定復活が行われた。これは当時の妖精のエイプリルフールネタであった。今後ももしかしたら復活するんではないか？と期待する住人もいるようである。
- 参考：Strange Over View 2005年4月[リンク切れ]

## その後の元@みらい住人
それぞれ分散。もっとも色濃く@みらいの傾向を残しているのはあやしいわーるど@qwerty。

### あやしいわーるど
- あやしいわーるど@qwerty
- あやしいわーるど

### その他
- アニメ
- 声優
- オタク
- unix